# Caritas (schema Ponzi)
Caritas è stata un'azienda romena con sede a Cluj-Napoca, celebre per lo schema Ponzi attivo in Romania tra l'aprile 1992 e l'agosto 1994, che garantiva ad ogni depositario un guadagno pari ad 8 volte il capitale iniziale in soli tre mesi. Il sistema attrasse milioni di investitori di ogni estrazione sociale provenienti da tutto il paese, che nell'organizzazione versarono più di 1.000 miliardi di lei (tra 1 e 5 miliardi di dollari americani). Lo schema entrò in crisi nell'autunno del 1993 e, al momento del fallimento avvenuto nell'estate del 1994, rivelò una posizione debitoria di oltre 450 milioni di dollari.

## Storia

### Fondazione e apogeo

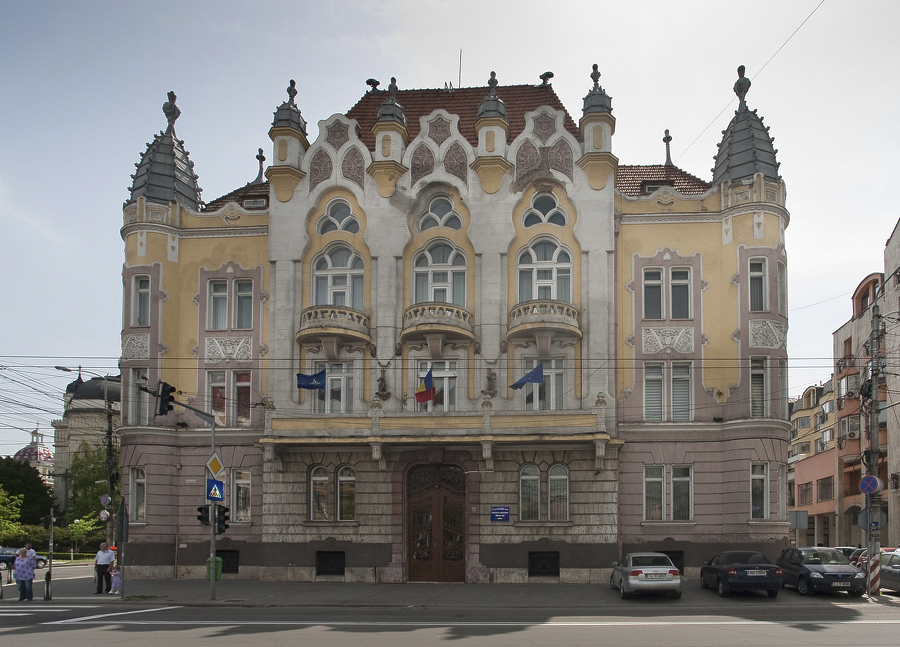
Il palazzo della prefettura di Cluj-Napoca, che nel 1992 ospitò la sede della Caritas

La Caritas fu fondata da Ioan Stoica nell'aprile 1992 a Brașov come società a responsabilità limitata con capitale di soli 100.000 lei (all'epoca pari a 500 dollari). Questa spostò la propria sede sociale a Cluj-Napoca solo due mesi più tardi. Scopo dell'azienda era quello di attirare costantemente nuovi investitori con la garanzia di guadagni esponenziali, fino a 8 volte il capitale iniziale in soli tre mesi, secondo le caratteristiche proprie di uno schema Ponzi. Lo schema piramidale prevedeva la liquidazione di premi trimestrali finanziandoli con le somme che provenivano dai nuovi investitori. Stoica definiva il sistema come un'organizzazione di aiuto reciproco (da cui il nome Caritas), volto a migliorare nell'immediato le condizioni economiche degli abitanti della Romania, paese stremato dalla dittatura comunista di Nicolae Ceaușescu e dalla recente rivoluzione romena del 1989 e che si affacciava timidamente ad un sistema economico capitalista. Investirono i propri risparmi nella società, infatti, individui di qualunque ceto, che consideravano Stoica un vero e proprio benefattore, in grado di permettere a chiunque di arricchirsi.
In una prima fase i depositi furono modesti (somme tra i 2.000 e i 10.000 lei) ma, visto il successo dell'iniziativa, in un secondo momento l'investimento minimo fu portato a 20.000 lei e, successivamente, a 160.000 lei. All'inizio la partecipazione era consentita ai soli residenti di Cluj-Napoca, per poi estendersi a tutti cittadini romeni a partire dall'estate 1993.
La Caritas godette dell'appoggio politico del sindaco della città Gheorghe Funar, presidente del gruppo nazionalista del Partito dell'Unità Nazionale Romena (PUNR), che pubblicizzava la società di Stoica per la visibilità che garantiva al partito a livello nazionale e per l'enorme flusso di denaro che le sue attività assicuravano alla regione. Il primo cittadino di Cluj-Napoca concesse alla Caritas l'utilizzo degli spazi della prefettura, del municipio e dello stadio, apparve più volte in pubblico con Stoica e finanziò la pubblicazione sul quotidiano locale, il Mesagerul transilvan, delle corpose liste degli investitori che allo scadere dei tre mesi avevano diritto a ritirare i premi maturati (44 pagine nel 1993).
Vista l'enorme concentrazione di capitali, nel 1993 Cluj divenne la città con il maggior numero di automobili per abitante in Romania, la quinta in Europa, mentre i prezzi dei beni di consumo e delle proprietà immobiliari crebbero in maniera incontrollabile superando, in alcuni casi, quelli delle città occidentali.

### Bancarotta e reazioni
Nell'autunno del 1993 diverse testate occidentali e locali misero in dubbio la solidità economica della Caritas. Lo stesso presidente della repubblica Ion Iliescu sollevò degli interrogativi sull'effettiva sostenibilità del sistema gestito da Stoica. Sull'argomento ebbero luogo diverse discussioni parlamentari e la televisione di stato mandò in onda un servizio che sottolineava la possibilità della nascita di problemi tra l'azienda e lo stato.
Dopo l'esplosione dello scandalo, malgrado le rassicurazioni del suo fondatore, la Caritas sospese temporaneamente le proprie attività per due giorni in tutte le proprie filiali. L'azienda, di fatto, diventò insolvente a partire dall'ottobre 1993, riuscendo a garantire il pagamento dei premi solamente a chi aveva effettuato un deposito prima del 5 luglio 1993. Sebbene nel febbraio 1994 Stoica avesse annunciato la riorganizzazione della compagnia, il 19 maggio 1994 questa fu costretta a comunicare la prossima chiusura delle attività, con la rassicurazione di impegnarsi a trovare i mezzi per liquidare i premi non ancora pagati.
Il governo vietò per legge la creazione di altre strutture simili solamente nel 1994, dopo il fallimento della Caritas. Nonostante coinvolgesse milioni di persone, l'attenzione del governo sulla questione fu tardiva e ne fu riconosciuta la gravità solamente dopo la dichiarazione di bancarotta. Già nella prima parte 1993, infatti, un rapporto dell'intelligence, il Serviciul Român de Informații, e l'economista capo della Banca Nazionale della Romania Daniel Dăianu, avevano messo in guardia l'esecutivo condotto dal primo ministro Nicolae Văcăroiu sui potenziali rischi del fallimento della Caritas senza, però, ottenere azioni immediate. Nell'autunno del 1993 il The Economist affermò che, nel caso in cui non si fosse posto un freno, il giro di affari della Caritas avrebbe oltrepassato il valore del PIL della Romania, biasimando la passività delle istituzioni. Visto il volume degli investimenti, lo scandalo avrebbe potuto mettere in difficoltà la stabilità del gabinetto di governo, composto dal partito di maggioranza, il Fronte Democratico di Salvezza Nazionale (FDSN), e dai suoi partner minori: il PUNR, il PRM e il PSM.
Il presidente Iliescu giustificò l'attendismo delle istituzioni con il timore di andare incontro a rivolte e proteste, in modo da prevenire il rischio implicito di un calo di popolarità del governo. Nonostante la vicinanza personale all'iniziativa, Funar riuscì ad evitare ogni riflesso sul PUNR, ritirando il proprio supporto a Stoica e spostando l'attenzione dell'opinione pubblica sui sentimenti nazionalisti xenofobi portati avanti dal proprio partito.

## Dimensioni dello scandalo
Coinvolgendo almeno il 20% della popolazione adulta di tutto il paese, la dimensione dello schema fu tema di lungo dibattito, con stime variabili tra 2 e 8 milioni di investitori. Mentre la stampa romena parlava generalmente di 4 milioni di persone coinvolte, quella internazionale abbassava il calcolo a 2 o 3 milioni. Nell'autunno 1993 la lista di investitori da liquidare in un determinato giorno ammontava a 22.000 nomi, elemento che suggeriva che in un determinato momento storico la Caritas aveva avuto 660.000 investitori contemporaneamente. Il volume complessivo dei depositi fu di non meno di 1 miliardo di dollari, pari alla metà della spesa pubblica dell'intero stato nel 1993. Il New York Times valutava un impatto tra gli 1 e i 5 miliardi di dollari.
Il banchiere Dan Pascariu, presidente di Bancorex, sosteneva che una percentuale tra il 35% e il 50% delle famiglie romene era stata coinvolta nello schema. Mugur Isărescu, presidente della Banca Nazionale della Romania e successivamente primo ministro, stimava che nella Caritas erano state investite un terzo delle banconote in quel momento in circolazione in Romania. Al momento del fallimento la Caritas presentava una posizione debitoria di 450 milioni di dollari.

## Procedimenti giudiziari e aspetti controversi
Incapace di far fronte ai debiti della società, Ioan Stoica fu posto sotto custodia cautelare il 25 agosto 1994 e trasferito dalle autorità da Cluj a Bucarest. Nel 1995 fu condannato dal tribunale di Cluj a 7 anni di detenzione per frode. La pena fu ridotta in appello a 5 anni e, infine, ridotta a un anno e mezzo dall'Alta corte di cassazione e giustizia. L'imprenditore fu rilasciato il 14 giugno 1996.
Furono avviati, inoltre, numerosi processi da parte dei risparmiatori danneggiati per poter recuperare le somme investite. Nel corso di questi, negli anni emersero dubbi sulla regolarità contabile-finanziaria della società, sulla liquidazione illegale dei premi (con pagamenti anticipati o a persone che non ne avevano diritto) e sul presunto coinvolgimento delle istituzioni, di importanti uomini politici e d'affari, arricchitisi sfruttando il sistema.